# Das Treffen in Telgte
Das Treffen in Telgte ist eine Erzählung von Günter Grass aus dem Jahr 1979. Sie schildert ein fiktives Treffen deutscher Dichter und Schriftsteller in Telgte im Jahre 1647 und ist eine verschlüsselte Darstellung der Treffen der Gruppe 47 nach dem Zweiten Weltkrieg. Der Text ist Hans Werner Richter zu dessen 70. Geburtstag gewidmet, der die Treffen der Gruppe 47 ins Leben rief und leitete.

## Handlung
Im Jahre 1647, kurz vor dem Ende des Dreißigjährigen Krieges, lädt der Königsberger Dichter Simon Dach eine Reihe deutscher Schriftsteller und Dichter zu einem Treffen. Da der als Tagungsort vorgesehene Gasthof „Rappenhof“ in Oesede bei Osnabrück vom Stab des schwedischen Kriegsrates Erskein in Beschlag genommen ist, droht das Treffen zu platzen, bevor es begonnen hat. Da bietet der kaiserliche Offizier (und spätere Schriftsteller) Gelnhausen, der, ohne eingeladen zu sein, in Begleitung zweier Schriftsteller erschienen ist, seine Hilfe an und sorgt für die Weiterreise nach Telgte. Unter dem Vorwand, er müsse als Leibarzt des päpstlichen Nuntius Chigi eine Gruppe von an Beulenpest Erkrankten in Quarantäne bringen, requiriert Gelnhausen den seiner Geliebten Libuschka gehörenden „Brückenhof“ als Unterkunft. Im Gasthof logierende Kaufleute der Hanse werden zur überstürzten Abreise gezwungen. Die Teilnehmer des Treffens beziehen ihre Zimmer, und der Tag endet mit der Sorge des Tagungsleiters Simon Dach um den erfolgreichen Verlauf des Treffens.
Unter der Leitung Dachs lesen sich die Poeten, die teilweise mit ihren Verlegern gekommen sind, gegenseitig ihre Manuskripte vor. Man diskutiert über die Texte und erörtert die Lage und Situation der deutschen Sprache nach den Jahren des Krieges. Zwischendurch wird gespeist und getrunken, einige der Jüngeren verbringen ihre Nächte mit den Mägden auf dem Dachboden.
Die Dichter möchten einen Beitrag zur Beendigung des langjährigen Krieges leisten und einigen sich schließlich nach längeren Diskussionen auf einen gemeinsamen Friedensaufruf. Simon Dachs abschließende Rede gipfelt in dem „Satz vom bleibenden Vers“: „Und wenn man sie steinigen, mit Haß verschütten wollte, würde noch aus dem Geröll die Hand mit der Feder ragen.“ Die Sprache – mehr noch als die Literatur – sei Heimat all dessen, „was deutsch zu nennen sich lohne“. Dieses Bekenntnis zur Autonomie von Sprache und Literatur und damit verbunden die Zurückweisung von politischer, religiöser und ideologischer Vereinnahmung – ob die anwesenden Schriftsteller das so akzeptieren, bleibt offen – zieht die Konsequenz aus dem zu diesem Zeitpunkt 29 Jahre dauernden Kriegschaos.
Doch dann geht das Haus in Flammen auf, alle Bemühungen zu seiner Rettung erweisen sich als vergebens. Der Friedensaufruf der Dichter ist mit verbrannt. In der Erkenntnis ihrer eigenen physischen Ohnmacht, nun aber auch mit einer vagen Vorstellung von ihrer eigentlichen Berufung erfüllt, gehen die Dichter auseinander, ohne dass ein weiteres Treffen vereinbart wird. Das Ergebnis der Tagung bleibt offen.

## Sprache, Historisierung
Ganz der Bedeutung der Sprache und der Literatur entsprechend („kunstfertig Wörter setzen“) ist der Roman in einem elaborierten, stark rhetorisch gefärbten Stil gehalten, in dem indirekte Rede, barockisierende Verben und Adjektive, Reihungen und ähnliche Stilmittel dominieren und sich Grass’ gründliche Kenntnis des literarischen und politischen Barock zeigt. Der unzeitgemäße, lange Zeit unterschätzte, mehrfach gebrochene und vielschichtige Schlüsselroman – das kleine Werk war noch lange in der Erstauflage lieferbar – rechnet nicht nur mit der in den 1960er Jahren gängigen These von der Dienstbarkeit der Literatur ab (die Grass selbst mit eingeleitet hatte), sondern weist Ende der 1970er Jahre dem Historischen, Literarischen, Poetischen und Sprachlichen wieder einen eigenständigen Rang zu.

## Teilnehmer des Treffens
| - Heinrich Albert (1604–1651), Komponist, Liederdichter und Domorganist von Königsberg - Sigmund von Birken (1626–1681), Dichter und freier Schriftsteller - August Buchner (1591–1661), Altphilologe, Poetiker und Literaturtheoretiker - Daniel Czepko von Reigersfeld (1605–1660), Dichter und Dramatiker - Simon Dach (1605–1659), Dichter aus Königsberg - Paul Gerhardt (1607–1676), evangelisch-lutherischer Theologe und Kirchenlieddichter - Georg Greflinger (um 1620–1677), Dichter und Schriftsteller - Hans Jacob Christoffel von Grimmelshausen (um 1622–1676), wird später Schriftsteller, nennt sich im Buch nach seinem Geburtsort Gelnhausen - Andreas Gryphius (1616–1664), Dichter und Dramatiker - Georg Philipp Harsdörffer (1607–1658), Dichter - Christian Hoffmann von Hoffmannswaldau (1616–1679), Lyriker und Epigrammatiker - Johann Lauremberg (1590–1658), niederdeutscher Dichter und Schriftsteller | - Friedrich von Logau (1605–1655), Dichter - Johann Michael Moscherosch (1601–1669), Politiker, Satiriker und Pädagoge - Johann Rist (1607–1667), Dichter und evangelisch-lutherischer Prediger - Johannes Scheffler, der sich später Angelus Silesius (1624–1677) nannte, religiöser Dichter - Johann Matthias Schneuber (1614–1665), deutscher und lateinischer Lyriker und Pädagoge - Heinrich Schütz (1585–1672), Komponist - Georg Rodolf Weckherlin (1584–1653), höfischer Lyriker - Philipp von Zesen (1619–1689), Dichter und erster deutscher Berufsschriftsteller - Verleger Elzevihrn (1596–1651) aus Amsterdam - Verleger Endter aus Nürnberg - Verleger Mülben aus Straßburg - Verleger Naumann aus Hamburg - Wilhelm Schlegel, Kaufmann aus Stettin - ein Verleger aus Breslau |

## „Entschlüsselung“ der Personen
Der Schriftsteller Rolf Schneider, der selbst an einigen Treffen der Gruppe 47 teilnahm, stellte in seiner Besprechung im Spiegel aus dem Jahre 1979 Vermutungen zur Identifikation der Personen an: Mit Simon Dach ist natürlich Hans-Werner Richter porträtiert, dem das Buch gewidmet ist. In Grimmelshausen hat sich Grass selbst porträtiert. Günter Grass las im Jahr 1958 auf der Tagung der Gruppe im Gasthof Adler in Großholzleute das erste Kapitel seines noch unveröffentlichten Romans Die Blechtrommel, was den bis dahin unbekannten Autor schlagartig berühmt machte. In dem strengen und zum Dozieren neigenden Magister August Buchner dürfte der Literaturkritiker Marcel Reich-Ranicki zu erkennen sein, und dem sanften Sigmund von Birken wurden Züge der Schriftsteller Martin Walser und Hans Magnus Enzensberger verliehen. In Andreas Gryphius, der in seinen Gedichten die Auswirkungen des Krieges ausdrucksstark schildert, spiegelt sich Heinrich Böll als einer der Hauptvertreter der Trümmerliteratur. Georg Greflinger, der später in Hamburg eine Wochenzeitung herausgab, ähnelt dem Spiegel-Herausgeber Rudolf Augstein, der häufig bei den Treffen der Gruppe 47 zu Gast war.
Die Libuschka ist die Titelfigur aus dem Roman Ausführliche und wundersame Lebensbeschreibung der Ertzbetrügerin und Landstörtzerin Courasche von Grimmelshausen, die Bertolt Brecht für sein Stück Mutter Courage und ihre Kinder ebenfalls übernommen hat.

## Ausgaben (Auswahl)
- Das Treffen in Telgte. Eine Erzählung. Luchterhand, Darmstadt und Neuwied 1979, ISBN 3-472-86480-X – Erstausgabe
- Werkausgabe. Band 9. Das Treffen in Telgte. Eine Erzählung. Steidl, Göttingen 1997, ISBN 3-88243-490-2